# Svensk Filmindustri
La Svensk Filmindustri (o AB Svensk Filmindustri) è una casa di produzione e di distribuzione svedese, di proprietà del Gruppo Bonnier, che venne fondata nel 1919. Nacque dalla fusione della AB Svenska Biografteatern con la Filmindustri AB Skandia con Ivar Kreuger proprietario di maggioranza.

## Storia
La fusione di Skandia Movie e della svedese Biografteatern a fine dicembre 1919, portò la nuova società, denominata Svensk Filmindustri, a poter contare su una catena di settanta sale cinematografiche con un cospicuo capitale sociale di 35 milioni. Primo direttore della società fu Charles Magnusson, che era stato a capo del Svenska Biografteatern. I grandi nomi del cinema svedese, come Victor Sjöström e Mauritz Stiller, lavorarono per la SF, che esportò i loro film in tutto il mondo, aprendo uffici a Londra, Parigi, Amsterdam, Berlino e New York, così come la rappresentanza a Città del Messico e a Shanghai.
Tra il 1919 e il 1920, la società mise in piedi nel quartiere Råsunda, nei dintorni di Stoccolma, Solna, la città del cinema, definita anche l'Hollywood svedese, uno dei più moderni complessi di studi cinematografici europei di quel periodo. Tra il 1920 e il 1969, la SF produsse circa quattrocento film.
La Svensk Filmindustri ha prodotto la maggior parte dei film di Ingmar Bergman così come la maggior parte dei film tratti dalle opere di Astrid Lindgren.